# Ráquira
Ráquira, nghĩa là "thành phố của những cái nồi" trong tiếng Chibcha, là đô thị và thị xã tại Boyacá Department, Colombia, thuộc phân vùng Ricaurte. Thành phố nổi tiếng với sản phẩm gốm sứ.